# Aden Arabie
Aden Arabie est un livre écrit par Paul Nizan, publié en 1931. Lors de sa réédition en 1960 Jean-Paul Sartre en a écrit la préface.
L'incipit du roman est resté célèbre : « J'avais vingt ans. Je ne laisserai personne dire que c’est le plus bel âge de la vie. »

## Paul Nizan
Normalien et philosophe, Paul Nizan quitte l'École normale en 1926, et fuit l'ennui et les pesanteurs de la société française en partant loin, « dernier essai pour trouver une solution individuelle », selon Sartre. On lui a proposé un poste de précepteur à Aden auprès du fils d'Antonin Besse, homme d'affaires d'origine française basé à Aden.
D'abord séduit par l'exotisme de l'Arabie, Nizan découvre à Aden le même ordre social implacable, et il est saisi par la question coloniale : « Aden est un comprimé d'Europe chauffé à blanc ». Quand il revient en Europe à l'été 1927, il a trouvé ses ennemis, les classes dominantes, l'ordre social et le règne de la loi du profit. Peu après, il adhère au parti communiste.

## Aden Arabie

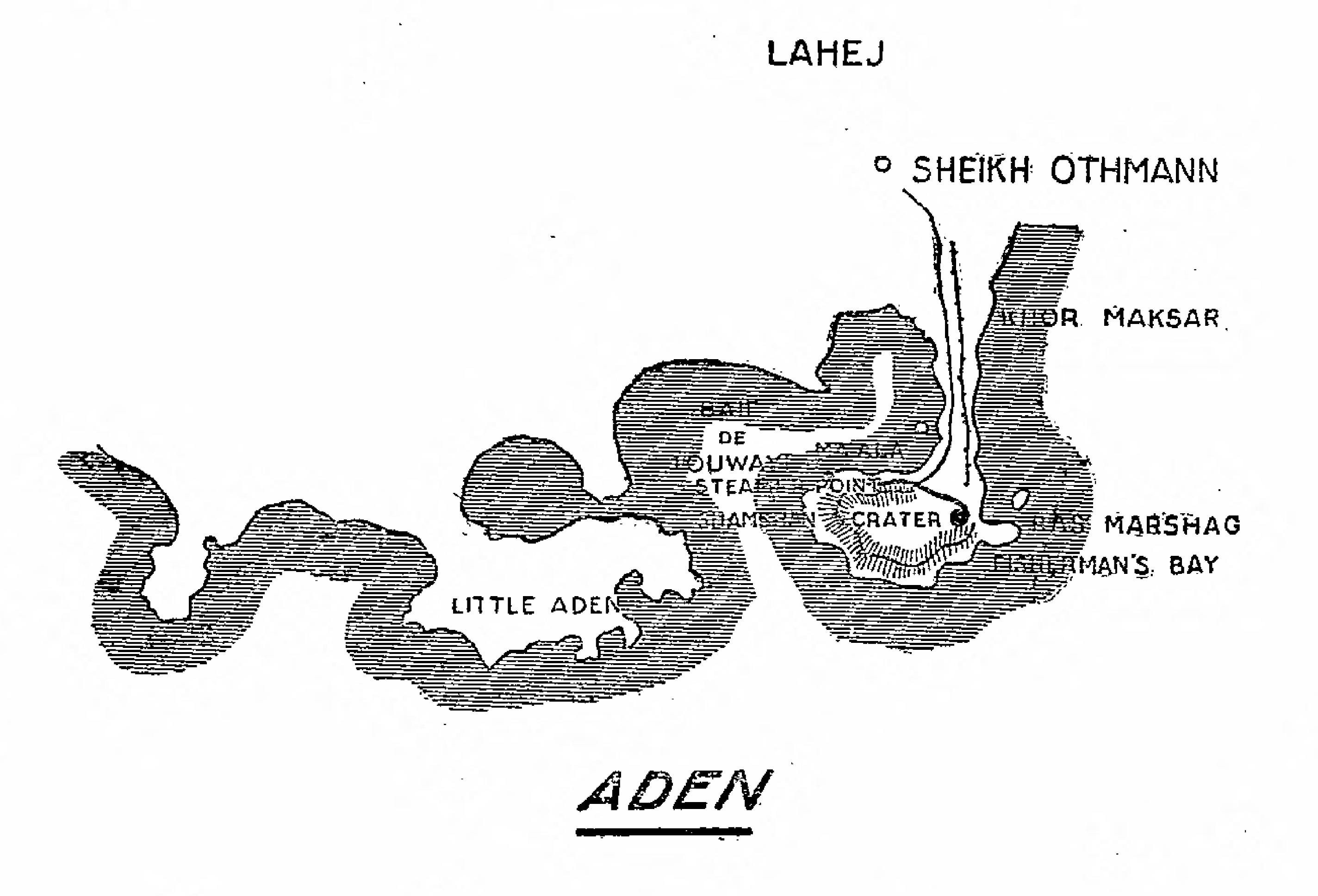

Aden Arabie est à la fois un récit de voyage autobiographique, un essai et un pamphlet, constat de l'état du monde et dénonciation de la bourgeoisie, de sa philosophie et de sa culture. Désormais, « il ne faut plus craindre de haïr, il ne faut plus rougir d'être fanatique », car « il n'existe que deux espèces humaines qui n'ont que la haine pour lien, celle qui écrase et celle qui ne consent pas à être écrasée ».
La conclusion de Nizan sur cet itinéraire critique est amère pour lui-même : « Avais-je besoin d'aller déterrer des vérités si ordinaires dans les déserts tropicaux et chercher à Aden les secrets de Paris. »

### Réception
À la sortie du livre, plusieurs commentateurs, dont Emmanuel Berl et Gabriel Marcel, saluent la naissance d'un écrivain, même si le critique du Petit Parisien écrit : « Je n'ai jamais lu un livre aussi offensant, aussi désagréable, aussi ordurier par endroit, écrit sur les Français ».

En 1960, Sartre dans sa préface résume Nizan, son condisciple à l'École normale, tel qu'il apparaît dans Aden Arabie : 

« Nizan, c'était un trouble-fête. Il appelait aux armes, à la haine : classe contre classe ; avec un ennemi patient et mortel, il n'y a pas d'accompagnements ; tuer ou se faire tuer : pas de milieu. Et ne jamais dormir. »

— Préface de Aden Arabie, 1960

L’historien Pascal Ory dans sa biographie de Nizan parue en 1980 : 

« Ce petit volume de moins de deux cents pages s'autorise à jouer sur tous les tableaux de la langue littéraire, et de gagner à tous les coups. On y trouve un récit de voyage coloré, juste ce qu'il faut, aussi bien qu'une tirade serrée sur les objets, digne des meilleures pages de La Nausée, un caractère à la façon d'un La Bruyère marxiste (« Homo economicus ») à côté du portrait d'un personnage de roman (« Monsieur C. », autrement dit Antonin Besse), des fragments de mémoires insolents, une provocation au meurtre et à la guerre civile, et bien d'autres belles choses encore... »

L'auteur réussissait à régler de la manière la plus souple le fameux casse-tête du point de vue : 

« Je est un autre au départ de l'Europe, pour ne plus l'être au retour. Nizan démolissait le mythe de l'exotisme tout en donnant du voyage en Orient la justification ultime d'une rentrée en soi-même, d'un recul pour mieux sauter. »

— Nizan, destin d'un révolté, 1980

## Éditions
- Paris, Éditions Rieder, coll. « Europe », 1931  (BNF 35555499)édition originale
- Paris, Éditions Maspero, coll. « Cahiers libres », (no 8), 1960, avec une préface de Jean-Paul Sartre (BNF 33117397)
- Paris, Éditions Maspero, coll. « Petite collection », (no 6), 1967, avec une préface de Jean-Paul Sartre (BNF 35221184)
- Paris, La Découverte, coll. « Voix », 1987, avec une préface de Jean-Paul Sartre  (ISBN 978-2-7071-1670-3)
- Paris, Éditions du Seuil, coll. « Points romans », (no 392), 1990, avec une préface de Jean-Paul Sartre  (ISBN 978-2-02-012103-3)
- Paris, Éditions du Seuil, coll. « Points », (no 218), 1996, avec une préface de Jean-Paul Sartre  (ISBN 978-2-02-028309-0)
- Paris, La Découverte, coll. « Poche », (no 125), 2002, avec une préface de Jean-Paul Sartre  (ISBN 978-2-7071-3751-7)
- Les Lilas, Éditions du Cénacle, coll. « la caverne des introuvables », 2016  (ISBN 978-2-36788-662-6)

### Adaptation
En 2008, Didier Bezace a mis en scène ce texte et un dossier pédagogique autour de cette représentation théâtrale est disponible dans la collection Pièce (dé)montée.

## Source
- Pascal Ory, Nizan, destin d'un révolté, éd. Ramsay, 1980 ; rééd. Éditions Complexe, 2005  (ISBN 2804800296) ; Nizan, destin d'un révolté sur Google Livres